# Onychiurus stillicidii
Onychiurus stillicidii is een springstaartensoort uit de familie van de Onychiuridae. De wetenschappelijke naam van de soort is voor het eerst geldig gepubliceerd in 1849 door Schiodte.